# Ulica św. Jana w Katowicach
Ulica św. Jana w Katowicach – jedna z ulic w katowickiej dzielnicy Śródmieście. Ulica rozpoczyna swój bieg od Rynku. Następnie krzyżuje się z ulicą Staromiejską i ulicą Dworcową. Za wiaduktem kolejowym kończy bieg przy skrzyżowaniu z ulicą Tadeusza Kościuszki, ulicą Jana Kochanowskiego i ulicą Wojewódzką.

## Historia

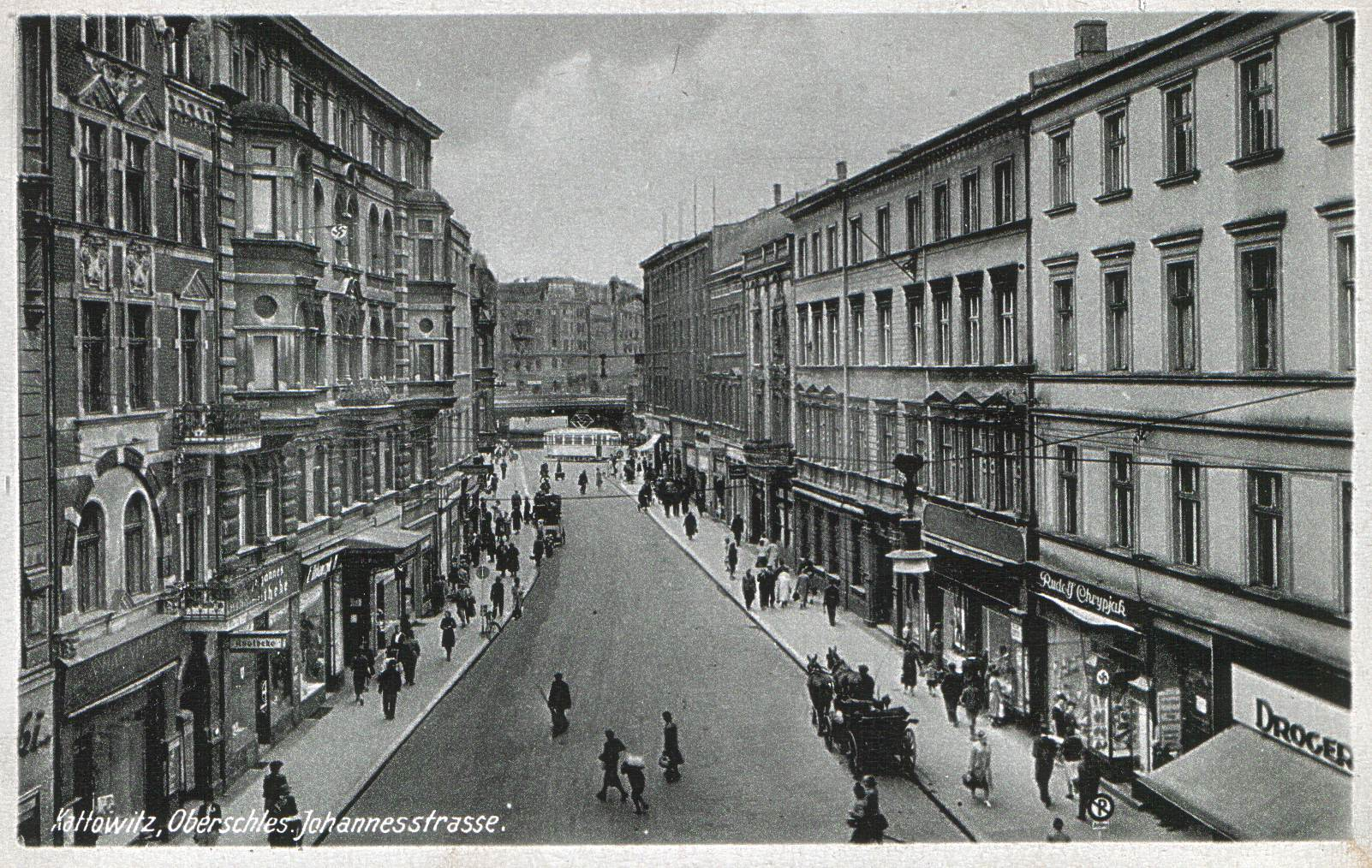
Ul. św. Jana na pocztówce z lat 40. XX wieku

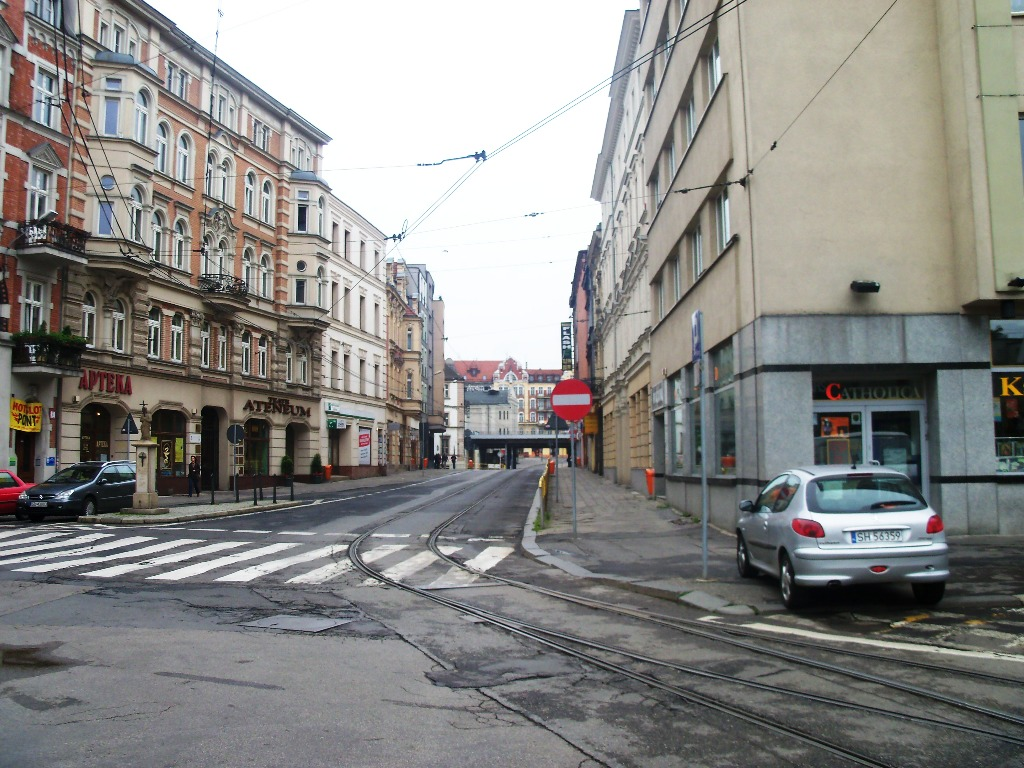
Ul. św. Jana w kierunku południowym (przed modernizacją)

W drugiej połowie wieku XVI w pobliżu dawnego stawu kuźniczego, na rogu dzisiejszego Rynku i ul. św. Jana, znajdował się lokalny węzeł komunikacyjny. W tym miejscu spotykały się szlaki w czterech kierunkach: na południowy wschód prowadziła droga do Mikołowa – obecnie ulica Młyńska i ulica Mikołowska, na południe droga do Brynowa – obecnie ul. św. Jana, ul. Jana Kochanowskiego i ul. Wita Stwosza, na wschód – droga do Szopienic i Mysłowic (ul. Warszawska), a na północ droga do północnej części centrum Bogucic (obok kościoła – ul. Katowicka) i dalej do Dąbrówki Małej.
Nazwa ulicy pochodzi od figury św. Jana, którą wzniesiono przy drodze i poświęcono 11 lipca 1816. W 1875 figurę rozbudowano i przeniesiono na prywatną posesję w Brynowie. W 1999 u wlotu ulicy do Rynku ustawiono replikę figury, wykonaną przez Mirosława i Jacka Kicińskich.
W latach 60. XIX wieku w Katowicach powstały pierwsze kanały. Odprowadzały one nieczystości z zabudowań dworskich. Kanały biegły między innymi od skrzyżowania Querstraße (dziś – ul. Staromiejska) z ulicą Johanesstraße (dziś – ul. św. Jana), następnie obok ulicy Pocztowej. Nieczystości wpadały do stawu hutniczego Huty Marta (powstał z rozlewiska potoku Rawa – obecnie nie istnieje). W latach 70. XIX wieku istniało przedłużenie ulicy, będące przejazdem przez tory kolejowe. Przejazd kolejowy nie był wystarczający dla rozwijającego się ruchu w kierunku szlaków wylotowych z miasta. W 1882 ukończono bezkolizyjny wiadukt kolejowy nad ulicą św. Jana.
W 1912 przy ulicy wybudowano kino Rialto (wzniesione przez Martina Tichauera). Pod numerem 12 w dwudziestoleciu międzywojennym funkcjonował oddział towarzystwa ubezpieczeniowego „Port”, a pod numerem 11 – sklep z konfekcją męską Gruenpetera. W okresie Rzeszy Niemieckiej (do 1922) ulica nosiła nazwę Johannesstraße (nazwa ta obowiązywała również w okresie niemieckiej okupacji Polski), a w czasach PRL – 15 Grudnia, na pamiątkę dnia, w którym powstała PZPR. W wyniku podpaleń dokonanych przez wojska radzieckie w 1945 spłonęła część śródmieścia pomiędzy ulicą św. Jana i ul. Pocztową. Około połowy lat 50. XX wieku domknięto od strony północnej blok kamienic pomiędzy ulicą Pocztową i ulicą św. Jana późnosocrealistycznym budynkiem, który utworzył południową pierzeję nowego placu rynkowego. Uchwałą Rady Miasta z 28 lutego 1990 przywrócono nazwę ulica św. Jana.
Dnia 20 sierpnia 2010 na fasadzie kamienicy na rogu Rynku i ul. św. Jana odsłonięto mosiężną pamiątkową tablicę ku czci Henryka Sławika – Sprawiedliwego wśród Narodów Świata, powstańca śląskiego, ratującego w czasie II wojny światowej Żydów. Kamienica, na której zawisła tablica, stoi w miejscu, gdzie przed wojną stał dom; w nim w latach 1928–1939 mieszkał Henryk Sławik. Planowane było wykonanie przekładki torów tramwajowych z ul. Pocztowej w ulicę św. Jana.
W ramach przebudowy katowickiego dworca przebudowywany został węzeł komunikacyjny w rejonie ulic Pocztowej, Dworcowej i św. Jana. Prace budowlane rozpoczęto 3 marca 2012. Węzeł oddano do użytku w 2013. Na ul. Pocztowej zlikwidowano torowisko, a ulicą św. Jana poprowadzono dwa tory.

## Opis

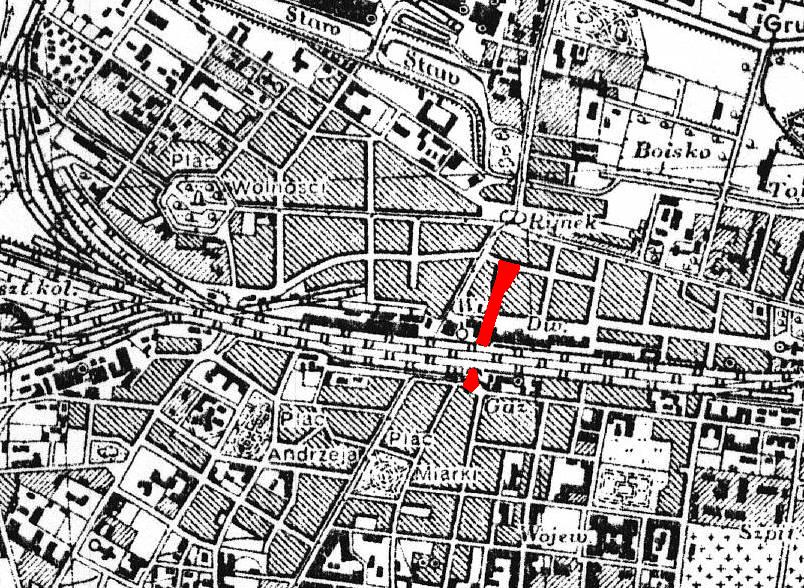
Ul. św. Jana, zaznaczona czerwoną linią, na mapie Wojskowego Instytutu Geograficznego z 1933

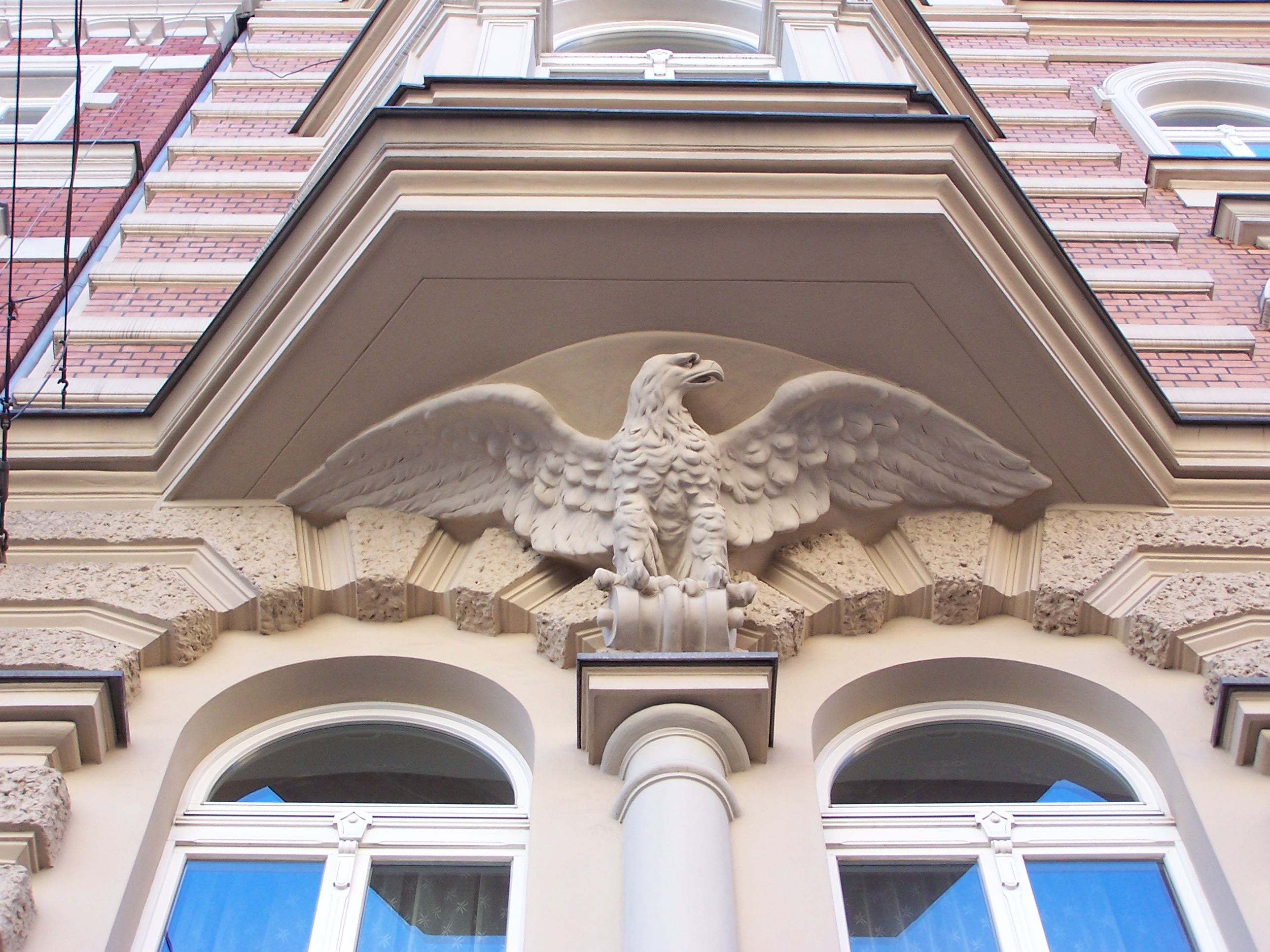
Detal architektoniczny w kształcie orła na kamienicy przy ul. św. Jana

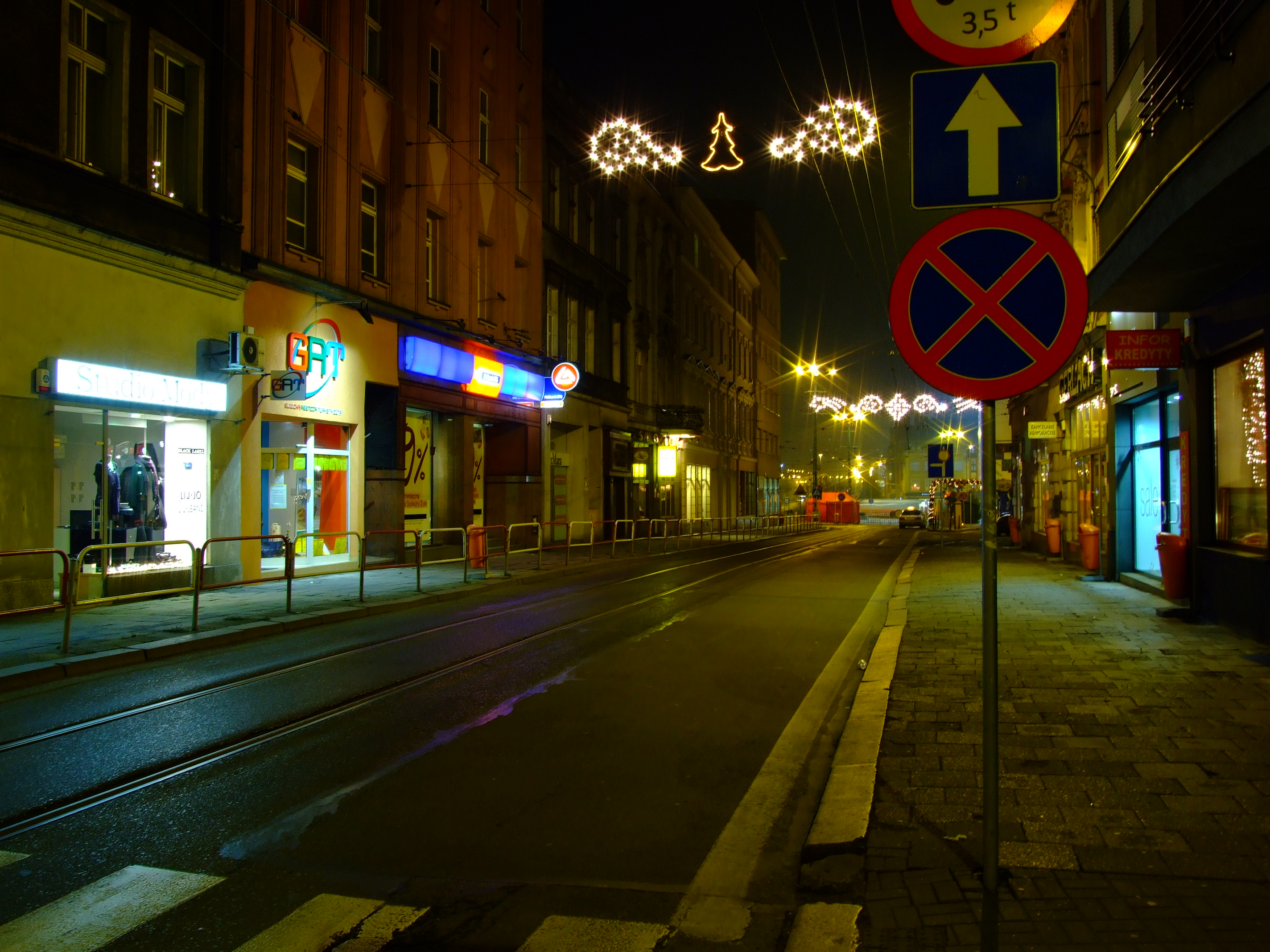
Ulica św. Jana nocą (2008)

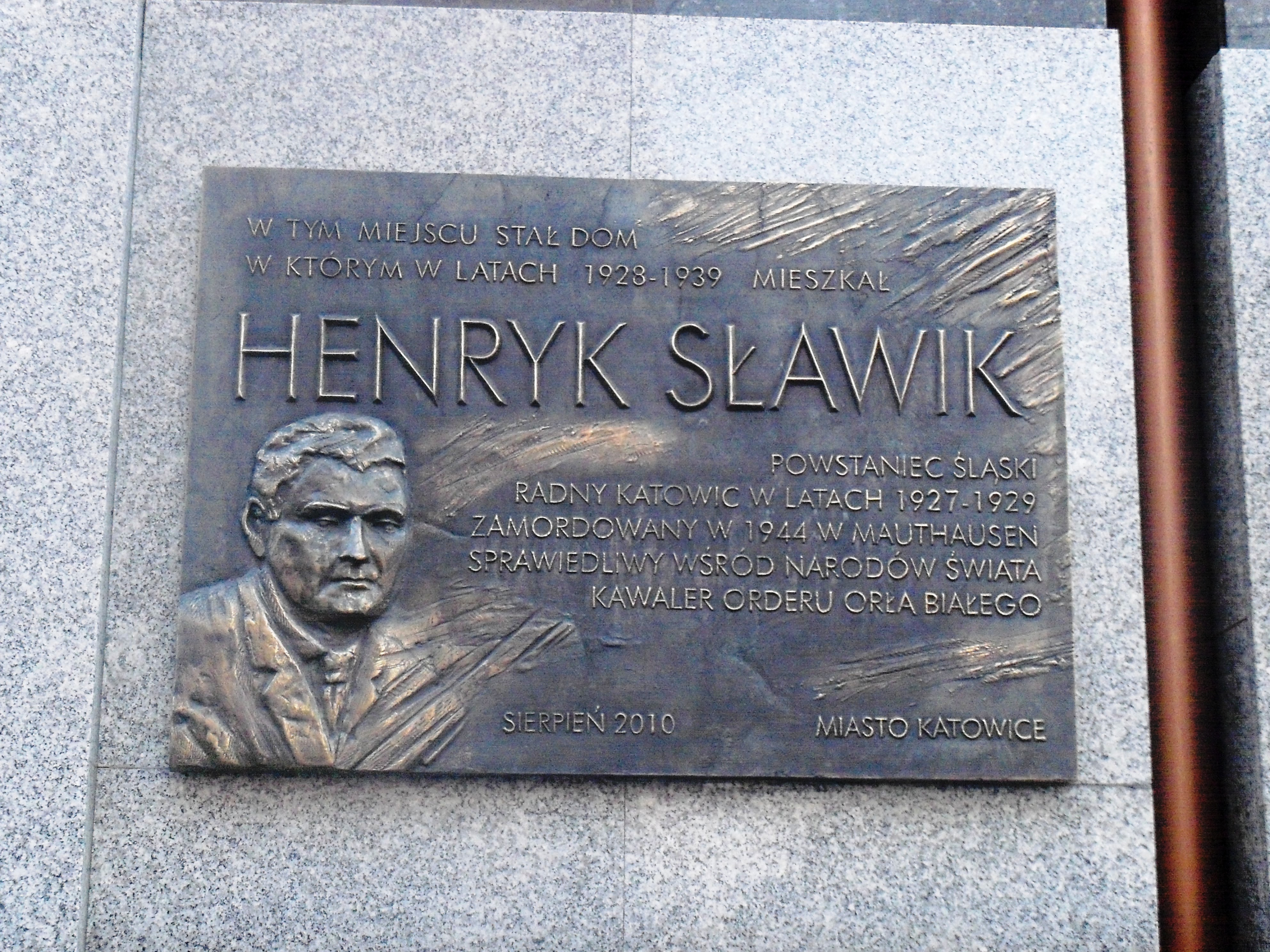
Tablica pamiątkowa na fasadzie budynku przy ul. św. Jana, poświęcona Henrykowi Sławikowi

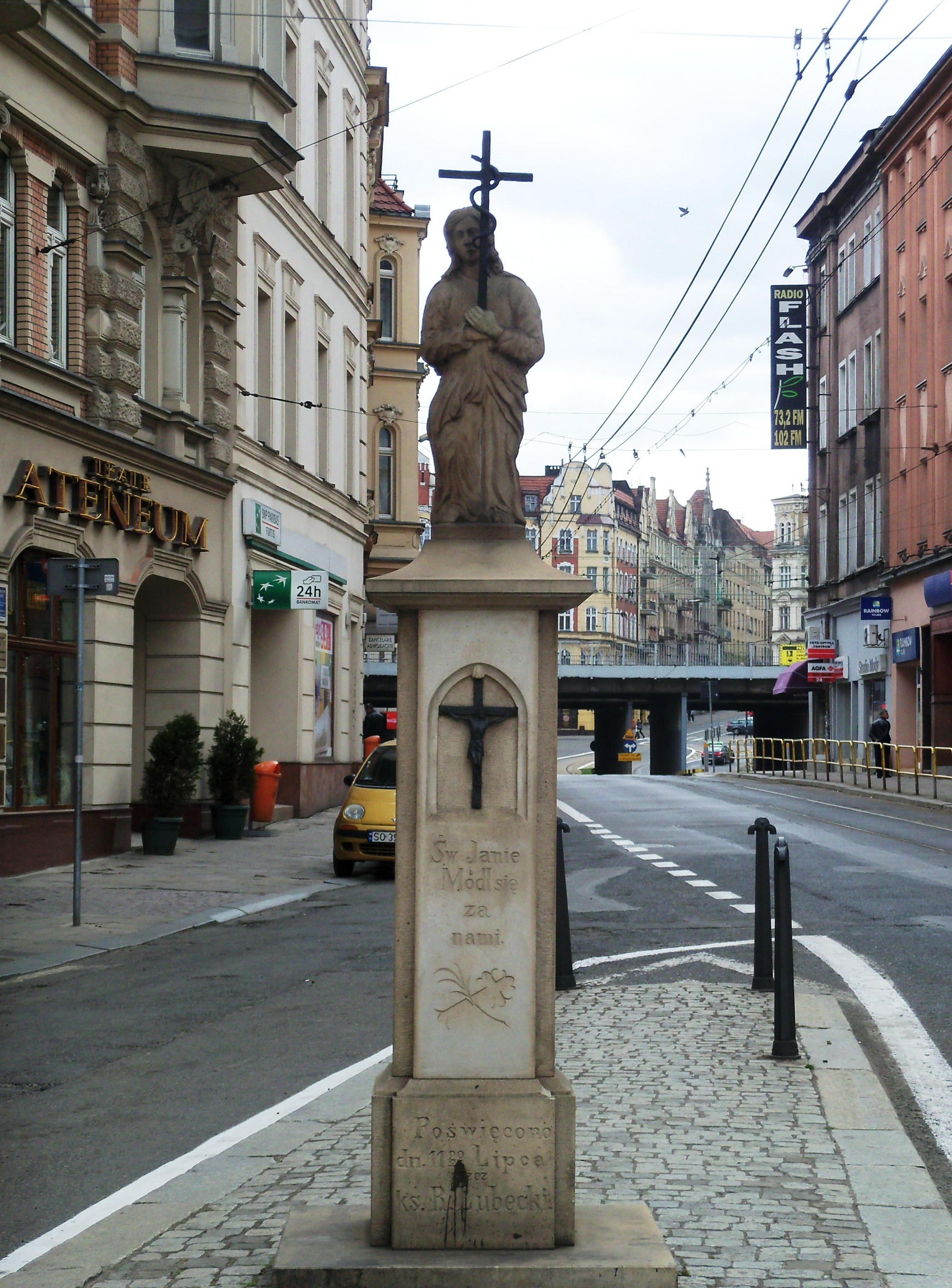
Replika figury św. Jana przy ulicy jego imienia

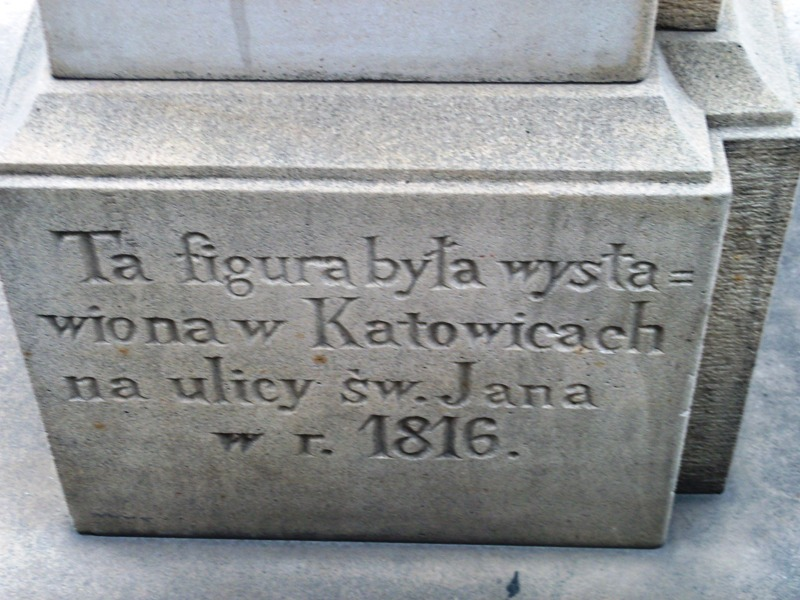
Podpis pod figurą św. Jana

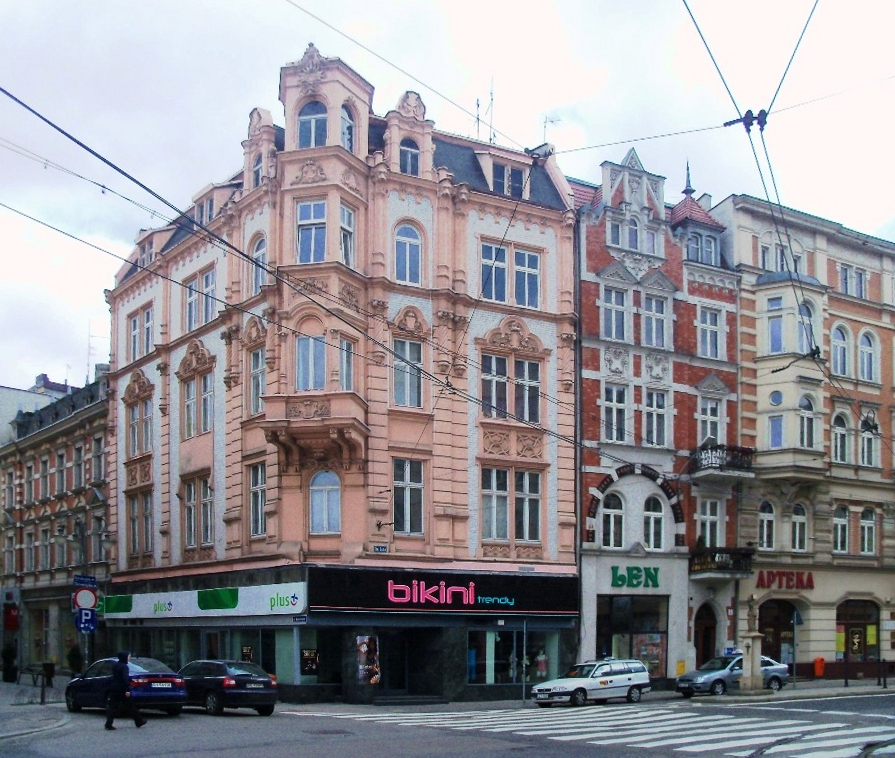
Kamienica narożna (ul. św. Jana 6, u zbiegu z ulicą Staromiejską 1)

Przy ulicy św. Jana znajdują się następujące historyczne obiekty:
- Kamienica mieszczańska (ul. św. Jana 5)[21] została wybudowana w 1875 według projektu budowniczego Brinsy, przebudowana w 1924 (nadbudowa pierwszego piętra i zmiana detalu architektonicznego) w stylu klasycyzującym według projektu B. Żurkowskiego z Warszawy. W latach dwudziestych XX wieku w budynku istniał oddział Banku Handlowego[7][22].

Kamienicę wzniesiono na planie litery „U”. Jej bryła ma trzy skrzydła i pozorne ryzality. Kamienica jest trzykondygnacyjna, ma podpiwniczenie i dwuspadowy (o niewielkim spadku) dach. Dziewięcioosiowa elewacja budynku jest otynkowana. Elewacja jest zwieńczona gzymsem, opartym na konsolach. Na osi centralnej mieści się flankowany z podwójnymi pilastrami kompozytowymi portal wejściowy. Zwieńczenie portalu posiada belkowanie w kluczu z konsolą. Boniowany parter został przebudowany. Górne kondygnacje kamienicy są oddzielone gzymsem. Otwory okienne drugiej kondygnacji mieszczą się w obramieniach z trójkątnymi naczółkami, flankowanych pilastrami kompozytowymi. Wyjątek stanowią trzy okna na osi środkowej, w których naczółki mają formę gzymsów. Okna trzeciej kondygnacji są zamknięte gzymsikami, zaś czwartej mają prostokątne opaski. Wewnątrz kamienicy zachowały się dwubiegowe schody, stopnie z lastryko i podesty. Metalowa balustrada schodów datowana jest na lata 20. XX wieku.
- Zabytkowa kamienica mieszczańska (ul. św. Jana 6, u zbiegu z ulicą Staromiejską 1) wpisana została do rejestru zabytków z nr rej. A/1393/89 z 23 października 1989[23], wzniesiona na początku XX wieku w stylu eklektyzmu, łączącego elementy neorenesansu, neogotyku i neobaroku[24].

Kamienica została zbudowana na planie prostokąta. W jej narożu znajduje się wykusz, zwieńczony wieżyczką (została rozebrana w 1929), który podpierały atlanty. Początkowo fasada kamienicy miała bogate zdobienia. Frontowe elewacje kamienicy są niesymetryczne: północna jest trójosiowa, zachodnia zaś dwuosiowa. Obie są licowane białą cegłą glazurowaną. Elewacja północna posiadała balkon. W naczółkach i płycinach podokiennych znajdują się dekoracje o motywach antropomorficznych, abstrakcyjno-geometrycznych i roślinnych.
- Kamienica mieszkalno-usługowa (ul. św. Jana 7)[21] wybudowana została w 1892 według projektu Ignatza Grunfelda, w stylu neobarokowym. W latach międzywojennych w budynku istniała restauracja firmy W. Nowakowski i Ska[22][25].

Kamienicę wzniesiono na planie prostokąta. Bryła budynku jest zwarta. Kamienica jest trójkondygnacyjna, posiada podpiwniczenie i poddasze. Jest nakryta dwuspadowym (o niewielkim spadku) dachem o małym spadku. Otynkowana elewacja frontowa kamienicy jest symetryczna. Parter został przebudowany. Wyższe kondygnacje są trójosiowe. Podzielone są na dwie równe części trzema boniowanymi lizenami. Druga kondygnacja posiada balkon, który obejmuje dwie osie. Balkon ma oryginalną kutą balustradę z ornamentem regencyjnym. Fasada kamienicy ma bogatą sztukaterię. Naczółki wolutowe nad oknami zdobią dekoracje z motywami zoomorficznymi i antropomorficznymi. Okna poddasza mają kształt owalu. Wewnątrz kamienicy, na pierwszej i drugiej kondygnacji, znajdują się pomieszczenia gospodarcze, połączone współczesne zbudowaną klatką schodową. Na wyższych kondygnacjach znajdują się mieszkania, do których prowadzi tylna klatka schodowa. Zachowane metalowe schody zabiegowe z drewnianymi stopniami posiadają oryginalną metalową balustradę.
- Kamienica mieszczańska (ul. św. Jana 8)[21] zbudowana została w 1899, prawdopodobnie przez firmę budowlaną Georga Schalschy, dla N. Handlera, w stylu eklektycznym z elementami romantycznego neorenesansu i neogotyku (pierwotnie już około połowy XIX wieku na działce stał dom mieszkalny, rozbudowany w 1865).

Kamienicę zbudowano na planie zbliżonym do litery „L” (połączoną z oficyną boczną). Oficyna tylna zamyka blok zabudowy. Kamienica została zbudowana w kształcie zwartej bryły, rozbitej frontowym ryzalitem, który wieńczy trójkątny szczyt. Budynek jest czterokondygnacyjny. Kamienica posiada poddasze mieszkalne i mansardę. Jest nakryta dwuspadowym dachem. Elewacja frontowa ma niesymetryczne osie. Portal wejściowy znajduje się na drugiej osi. Jest zamknięty łukiem pełnym w profilowanym obramieniu. Parter został przebudowany. Fasada wyższych kondygnacji posiada trzy osie. Licowana jest cegłą, a detale architektoniczne zostały otynkowane. Kamienica jest ozdobiona pasami tynku, posiada dekoracje sztukatorskie z motywami roślinnymi, zwierzęcymi i antropomorficznymi. Dekoracje te mieszczą się w trójkątnych naczółkach, w płycinach podokiennych ostatniej kondygnacji i na szczycie. Okna kamienicy są obramowane profilowanymi opaskami. Druga i trzecia kondygnacje mają balkony z oryginalną kutą balustradą z motywami roślinnymi. Na suficie w sieni znajduje się bogata sztukateria oraz dwubiegowe stalowe schody z żeliwną kutą balustradą.
- Kamienica mieszkalno-handlowa (ul. św. Jana 9)[21] zbudowana została w 1874 według projektu Ignatza Grunfelda. W 1930 przebudowana według projektu Stanisława Łazika (nadbudowano skrzydła tylne i boczne). Kamienica mieści się na linii pierzei ulicznej. Zbudowana została w stylu neorenesansowym. Mimo planów przebudowy elewacji frontowej w stylu funkcjonalizmu, projekt ten nie został zrealizowany. W 1945 w budynku uruchomiono kawiarnię Wyzwolenie, której właścicielem był Władysław Pawłowski[26].

Kamienica została wzniesiona na planie, zbliżonym do litery „C”. Trójkondygnacyjny budynek ma kształt trójosiowej bryły. Pierwsza oś została ujęta w pozorny ryzalit. Kamienica jest nakryta dwuspadowym dachem o małym nachyleniu. Pierwsza kondygnacja została przebudowana. Wyższe kondygnacje posiadają cztery osie i tynkowanie. Kondygnacje są oddzielone gzymsami. Kamienica nie posiada bogatych dekoracji. Ozdoby znajdują się na opaskach okiennych, prostych i trójkątnych naczółkach. Pasy reliefów pod oknami drugiej kondygnacji i pod gzymsem wieńczącym ozdobione są arabeskami. W całości zachowała się oryginalna stolarka okienna, zaś w połowie XIX-wieczna stolarka drzwiowa. Sień kamienicy nie posiada wystroju. Dwubiegowe schody drewniane mają oryginalną balustradę tralkową.
- Kamienica mieszczańska (ul. św. Jana 10)[21] powstała w 1896 w wyniku przebudowy wcześniejszego (pochodzącego z 1865) domu, neobarokowa. W budynku około 1909 istniał hotel Friefer[22], następnie Residenz[27] (w dwudziestoleciu międzywojennym pod nazwą hotel Wypoczynek[25][28]), a w 1945 powstał klub szachowy Organizacji Młodzieży Towarzystwa Uniwersytetu Robotniczego[26].

Wzniesiona została na planie prostokąta z dwoma skrzydłami oficyn półkoliście zamykających podwórko. Kamienica jest pięciokondygnacyjna. W pierwszej i ostatniej osi mieszczą się dwukondygnacyjne wykusze. Budynek nakryty jest dachem jednospadowym. Parter kamienicy jest niesymetryczny. Jego elewacja frontowa ma cztery osie. Brama przejazdowa została przebudowana. Wyższe kondygnacje kamienicy o dziewięciu osiach (zdwojone osie i zaakcentowana oś centralna) posiadają symetryczną formę. Elewacje są licowanie cegłą. Wykusze i detale architektoniczne są otynkowane. Pary osi pierwszej kondygnacji są oddzielone rustykowanymi pilastrami kompozytowymi. Osie skrajne (od drugiej do czwartej) są flankowane boniowaniem – rustyką. Na osi centralnej na trzeciej kondygnacji mieści się balkon z oryginalną kutą balustradą. Kamienica nie posiada bogatej sztukaterii. Jej dekoracje przedstawiają orły, które podpierają wykusze. W naczółku okna trzeciej kondygnacji na głównej osi znajdują się dekoracje z motywami antropomorficznymi. Wewnątrz kamienicy mieszczą się współczesne schody trójbiegowe. Wnętrza zostały przebudowane i pozbawione wystroju. W dwudziestoleciu międzywojennym w budynku funkcjonowała Apteka Świętego Jana.
- Kamienica mieszczańska (ul. św. Jana 14)[21] zbudowana została w 1893 w stylu eklektycznym z dominującymi elementami neobaroku na miejscu wcześniejszego jednopiętrowego domu.

Wzniesiona została na planie prostokąta. Bryła budynku jest zwarta, rozbita wykuszem na osi centralnej. Kamienica jest trójkondygnacyjna, posiada mieszkalne poddasze. Nakryta jest dachem dwuspadowym z facjatkami i lukarnami. Elewacja frontowa parteru została przebudowana, jest licowana czerwoną cegłą. Wyższe kondygnacje posiadają siedem osi. Kamienica jest symetryczna. Budynek ma zaakcentowane pierwszą, centralną i ostatnią osie. Pod tynkowanym gzymsem mieszczą się osie skrajne, wykusz oraz pas. Fasada kamienicy jest bogato zdobiona sztukaterią – kartusze, maski, dekoracje roślinne (szczególnie w naczółkach okiennych) oraz konsole w pasie gzymsu wieńczącego. Wewnątrz, w sieni, zachowała się ceramiczna posadzka i dwubiegowe stalowe schody z drewnianą balustradą z toczonymi tralkami.
Przy ulicy znajdują się także historyczne kamienice mieszczańskie pod numerami 11 i 12.
Przy ulicy św. Jana swoją siedzibę mają (stan na 2011): Śląski Teatr Lalki i Aktora Ateneum (powstały 27 VII 1945) i Okręg Śląski Związku Polskich Artystów Fotografików (ul. św. Jana 10), banki, centra medyczne, Apteka Świętego Jana, kancelarie adwokackie, Kinoteatr Rialto (ul. św. Jana 24), Polski Komitet Pomocy Społecznej (zarząd okręgowy), Regionalny Ośrodek Edukacji (ul. św. Jana 12), Śląskie Stowarzyszenie Obrony Praw Ojca, Towarzystwo Przyjaciół Dzieci (oddział miejski), Rada Okręgowa Zrzeszenia Studentów Polskich.
Ulicą kursują tramwaje na zlecenie Zarządu Transportu Metropolitalnego (ZTM). Znajduje się tutaj przystanek Katowice Św. Jana.